# Theodor von Wedderkop
Georg Adolph Theodor von Wedderkop (* 19. Dezember 1802 in Malmö; † 15. Februar 1887 in Oldenburg) war ein deutscher Jurist und Schriftsteller.

## Leben
Theodor von Wedderkop war der Sohn des königlich schwedischen Kammerherrn Magnus von Wedderkop und Cordelia Maria Charlotte von Boye/Boije (1774–1841), die 1790 heirateten. Nach der Scheidung seiner Eltern 1811 wuchs Wedderkop zusammen mit seiner Schwester Adèle von Wedderkop bei Hauptman Quaade (vermutlich Peter Friderich Quaade, da dieser selbst im Gut Dollrott bei einem Kammerherr Wedderkop aufwuchs) in Helsingør auf. Sie waren die ältesten Kinder ihrer Eltern und wurden nach dem Werk Adèle et Théodore, ou Lettres sur l'Education von Félicité de Genlis benannt, die zeitweise bei seinen Eltern lebte.
Wedderkop wurde in der Helsingører Marienkirche konfirmiert, bevor er zu seinem Vater nach Eutin kam. Er studierte Jura an der Georg-August-Universität Göttingen, in Kiel und Uppsala. Während seines Studiums freundete er sich 1823 in Göttingen mit Heinrich Heine an. Nach dem Studium war er ab 1826 im Dienst Herzogs Peter von Oldenburg. 1828 wurde er Auditor im Amt Zwischenahn und 1831 Landgerichtsassessor in Neuenburg. Wedderkop gelangte über das Landgericht (Drosteigericht) und Justizkanzlei an das Oldenburger Oberappellationsgericht, an dem er Oberappellationsrat war. Von 1869 bis 1873 war er dort auch zusammen mit seinem Cousin Ludwig von Wedderkop tätig. Er war Mitglied im Oberkirchenrat der oldenburgischen Landeskirche und arbeitete nach 1848 als Mitglied der konstituierenden Synode an der Neugestaltung der Oldenburgischen Landeskirche und dessen Revision 1853.
Wedderkop heiratete 1829 die Unterpriorin des holsteinischen Klosters Preetz, Margarethe „Meta“ Auguste Clodine von Rumohr, die 1886 verstarb. Sie hatten sechs Kinder, darunter den Oberamtsrichter in Eutin und Kammerherr am Hof des Großherzogtums Oldenburg Magnus von Wedderkop, Friedrich Ludwig Wilhelm von Wedderkop, Vater von Curt von Wedderkop, Anna Clara Maria von Wedderkop, Ehefrau von Generalleutnant Hermann von Dörnberg und Cordella von Wedderkop, postum Großmutter von Anton Detlev von Plato. 
1839 war Theodor von Wedderkop einer der 21 Gründungsmitglieder des Literarisch-geselligen Verein zu Oldenburg. Nach einer siebenwöchigen Reise im Jahr 1841 durch Schweden und Dänemark verfasste er die zweibändige Schrift „Bilder aus dem Norden“. Zudem übersetzte er aus dem Schwedischen das Werk Ett namn (zu deutsch: ein Name) des schwedischen Schriftstellers Carl Anton Wetterbergh, das dieser unter seinem Pseudonym Onkel Adam veröffentlichte. Theodor von Wedderkop war mit Hans Christian Andersen befreundet und sollte seine Märchen übersetzen. Dazu ist es allerdings nicht gekommen.
Wedderkop unterstützte 1857 den Aufruf zur Errichtung eines Denkmals für Philipp Melanchthon, das sich heute am Marktplatz Wittenberg befindet.
147 Briefe der Familie befinden sich in der Eutiner Landesbibliothek. Im Niedersächsischen Landesarchiv (Abteilung Oldenburg) befindet sich unter den kleinen politischen Nachlässen dienstliches Schriftgut von Wedderkop und ein Manuskript über das Musikleben in Oldenburg zur Zeit des August Pott.
Paul Raabe beschrieb Wedderkop:

„Heute weiß man kaum noch seinen Namen, aber er war ein Beamter von hoher Menschlichkeit. Er sorgte sich um die Sträflinge, um verwahrloste Kinder, und ihm lag das Wohl der Landeskirche am Herzen.“

## Werke
- Bilder aus dem Norden: gesammelt auf einer Reise nach Dänemark und Schweden.

Erster Theil: Mit einem Grundriß von Kopenhagen und einer Musikbeilage. Oldenburg: Schultze 1844 (Digitalisat)
Zweiter Theil: Mit einem Grundriß von Stockholm und Musikbeilagen. Oldenburg: Schultze 1845 (Digitalisat)
- Die Verfassung der evangelischen-lutherischen Kirche des Herzogtums Oldenburg. Oldenburg 1853